# Ковачевці (Град)
Ковачевці (словен. Kovačevci) — поселення в общині Град, Помурський регіон, Словенія. Висота над рівнем моря: 296,1 м.